# Lorenz Grove
Lorenz Grove (* vor 1434; † 1478 in Hamburg; auch Laurens Grove und Laurens Apengheter sowie Laurentius Semeling und Laurentius Grove) war ein in Norddeutschland tätiger Bildhauer, Erz- und Rotgießer des 15. Jahrhunderts.

## Leben

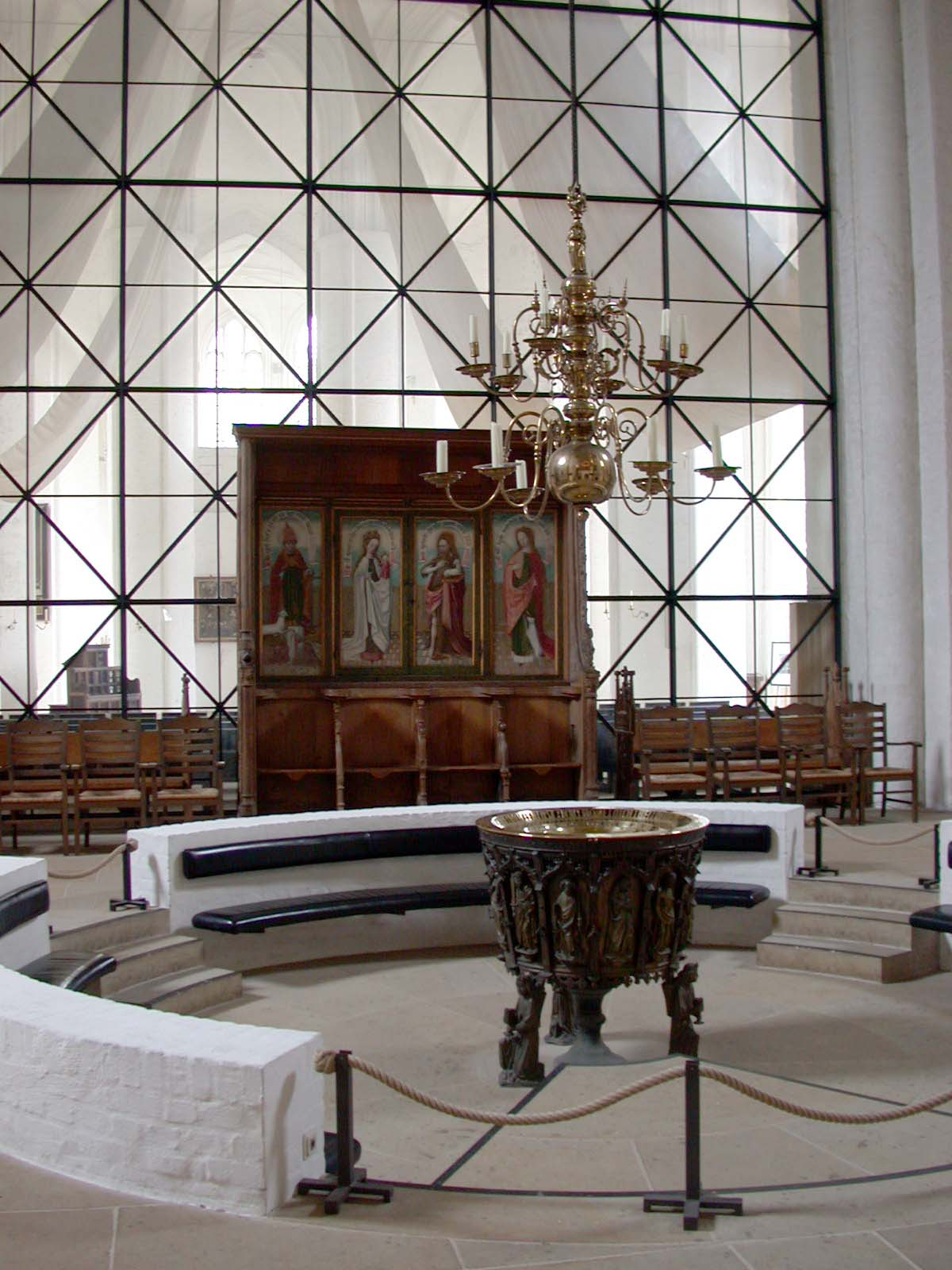
Fünte im Lübecker Dom

Grove ist von 1434 bis 1437 als Laurentius Semeling in Lüneburg nachweisbar. Als erste Werke können Grove eine Fünte in St. Mauritius in Hittfeld aus dem Jahr 1438 und ein Taufgefäß in Handorf aus dem Jahr 1440 zugeordnet werden. Beide sind mit Lavrens apengeter signiert. Apengeter war zu der Zeit die niederdeutsche Bezeichnung für Rotgießer. Das nächste ihm zuordenbare Werk ist das Taufbecken aus dem Jahr 1455 im Lübecker Dom. Es zeigt zwölf Relieffiguren (Segnender Heiland mit Siegesfahne, Maria, neun Apostel und die Heilige Dorothea). Der Kunsthistoriker Max Hasse hat darauf hingewiesen, dass die Relieffiguren Merkmale des Weichen Stils aufweisen. Ihre Formen waren vermutlich älter. Bei der Herstellung des Beckens im Lehmhemdverfahren wurden die Relieffiguren nach dem Guss des Kessels als separate Gussteile auf den Kessel aufgenietet. Ungewöhnlich ist auch die Kombination mit der im Verhältnis dazu auch noch recht großen Figur der heiligen Dorothea. Der Kessel steht auf einem mittigen, kelchförmigen Fuß und außen auf drei knienden Engeln. Er ist von ihm mit Laurens grove signiert. Diese Bezeichnung findet sich ab 1461 auch auf allen Rechnungsunterlagen der Stadt Hamburg, wo er ab 1466 auch Meister der städtischen Waage wird. In Hamburg fertigte er 1462 und 1467 Kronleuchter für das Hamburger Rathaus und im Jahr 1479 drei große Bombarden. Der Lübecker Rotgießer Klaus Grude, der 1466 die Fünte für die Lübecker Jakobikirche goss, muss Formen aus dem Bestand von Lorenz Grove übernommen haben. Das Taufbecken in Jakobi steht auf den gleichen Engelsfüßen wie das des Lübecker Doms.